# غول رودس (فیلم)
غول رودس (انگلیسی: The Colossus of Rhodes) فیلمی در ژانر ماجرایی به کارگردانی سرجو لئونه است که در سال ۱۹۶۱ منتشر شد. از بازیگران آن می‌توان به روری کلهون و لئا ماساری اشاره کرد.
خلاصه داستان فیلم: ۲۲۴سال پیش از میلاد مسیح یک مجسمه غول‌پیکر برنزی در مدخل بندر جزیره رودز برپا شده است. حاکم جزیره، "تار" (سان مارتین) قصد دارد که با فینیقی‌های دشمن همکاری کند و به این ترتیب تجارت یونانی‌ها را که به‌طور عمده از دریای مدیترانه صورت می‌گیرد، مورد تهدید قرار بدهد. در این‌جا، پنج برادر یونانی که از نقشه "تار" آگاه شده‌آند می‌کوشند تا مجسمه غول‌پیکر را نابود کنند. ناخدائی ایرانی، "داریوش" (کالهون) نیز به پنج برادر ملحق می‌شود و پیشنهاد می‌کند که با کمک معمار مجسمه، به داخل بنای آن راه پیدا کنند. بنابراین ترتیب ملاقاتی را با دختر معمار ، "دیالا" (ماساری) می‌دهد، بی‌خبر از این‌که او محبوبه "تار" است. به‌زودی "دیالا" باعث دستگیری برادران یونانی می‌شود. اما در روز اجرای حکم اعدام برادران در میدان جزیره، "داریوش" مردم رودز را از جریان توطئه‌ها آگاه می‌کند و جنگی‌ با فینیقی‌ها در می‌گیرد. با این همه، سرانجام زلزله باعث سرنگونی مجسمه غول‌پیکر به دریا می‌شود